# Right or Wrong (film)
Right or Wrong is een Franse stomme film uit 1911. De film werd geregisseerd door de gebroeders Georges en Gaston Méliès.
Dick Dresler is een soldaat bij de Unie die de geconfedereerden haat en gezworen heeft geen genade te hebben met elke rebel die zijn pad kruist. Tom Newhouse is soldaat bij de Zuidelijken die verneemt dat zijn moeder op sterven ligt. Hij sluipt doorheen de vijandelijke linies naar zijn ouderlijk huis. Dick, die op wacht staat, ontdekt de voetstappen van zijn vijand en volgt deze tot Toms huis. Hij rent het huis binnen met getrokken pistool maar is ontroert wanneer hij ontdekt dat Tom afscheid neemt van zijn stervende moeder. Ongeacht de regels van de oorlog, laat hij Tom vrij vertrekken.
De film ging als tweedelige film, samen met Mexican as It Is Spoken in première in de Verenigde Staten op 2 november 1911.

## Rolverdeling
| Acteur           | Personage    |
| ---------------- | ------------ |
| Francis Ford     | Dick Dresler |
| William Clifford | Tom Newhouse |